# النظرة (فلم)
النظرة فيلم مغربي-نرويجي من إنتاج سنة 2005 للمخرج نور الدين لخماري في أول أفلامه الروائية الطويلة. الفيلم الذي تدور أحداثه بمدينة أسفي، حول المصور الفوتوغرافي الفرنسي ألبير الذي يريد الاعتذار عن فظاعة الاستبداد والوحشية التي ارتكبها المستعمر الفرنسي في حق المغاربة المدافعين عن حرية بلدهم خلال فترة الاستعمار. وهي الأحداث التي لا زال شاهدا عليها عن طريق آلته الفوتوغرافية. وينقلنا المخرج الشاب بين الماضي والحاضر عبر الفلاش باك الذي أعطى نكهة مميزة للفيلم.
للإشارة فالفيلم الذي تشترك بلجيكيا في إنتاجه قابله عدم رضى من الفرنسيين بعد أن تناول الفيلم وحشية المستعمر الفرنسي.

## روابط خارجية
- مقالات تستعمل روابط فنية بلا صلة مع ويكي بيانات